# Elasmothemis rufa
Elasmothemis rufa – gatunek ważki z rodziny ważkowatych (Libellulidae).